# Ouest du Minas
L'Ouest du Minas est l'une des 12 mésorégions de l'État du Minas Gerais. Elle regroupe 44 municipalités groupées en 5 microrégions.

## Données
La région compte 922 656 habitants pour 24 043 km2.

## Microrégions[1]
La mésorégion de l'Ouest du Minas est subdivisée en 5 microrégions:
- Campo Belo
- Divinópolis
- Formiga
- Oliveira
- Piumhi